# Gruczoł apokrynowy

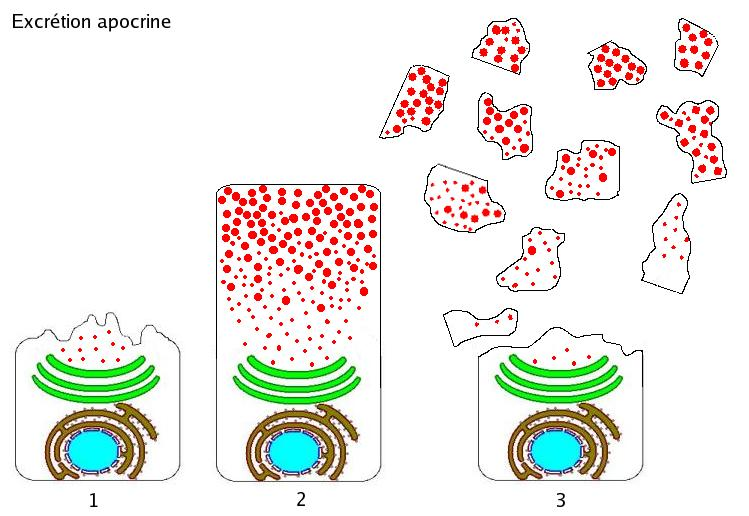
Gruczoł apokrynowy

Gruczoł apokrynowy – gruczoł cechujący się tym, że jego wydzielina gromadzi się w szczytowej części komórki, która się odrywa i dostaje do światła odcinka wydzielniczego. Część komórki zostaje wówczas zniszczona, a z pozostałej jej części następuje odnowa powstałego ubytku, po czym może rozpocząć się nowy cykl wydzielania. 
Przykładem gruczołu apokrynowego jest gruczoł mlekowy i gruczoł potowy wonny.